# 大島永遠
大島 永遠（おおしま とわ、1979年2月2日 - ）は、日本の漫画家。東京都出身。女性。血液型はA型。

## 人物
- 漫画家の大島やすいちを父に、同じく漫画家の川島れいこを母に持つ。妹の三島弥生も同じ漫画家[1]。親の七光りで仕事を貰うことを嫌い、デビュー後も長らく家族、特に父が大島やすいちであることを編集者などに秘密にしていた。人物・来歴などについては自伝エッセイコミックである『まんがかぞく 一家4人全員マンガ家!』の項も参照。
- 従妹にピン芸人の小林アナがいる[2]。
- ペットとして猫を飼っている。

## 来歴
- 1995年、同人誌即売会にてスタジオDNAのスカウトを受け同社のゲームアンソロジーにて公式デビュー以前だが、別名義で漫画の仕事を開始[3]。
- 1999年、週刊少年マガジン増刊『マガジンFRESH』において、「エレクティック・セキュリティー」でデビュー。
- 1999年 - 2000年、海王社『コミックウインクル』で「Up town Girl」をさくら名義で不定期連載。
- 2000年、リイド社『COMIC零式』で「Present」、「Love Game」、「Berryエクスタシー」などを連載。
- 2001年3月、双葉社『weekly漫画アクション』で「女子高生」を連載開始。
- 2004年3月、「女子高生」を双葉社『コミックハイ!』で、タイトルを「女子高生 Girls-High」に変更して連載再開。2006年4月からテレビアニメ化。
- 2005年より活動の幅を広げ、小学館『月刊サンデージェネックス』で「メルカノ。」、スクウェア・エニックス『ヤングガンガン』で「同棲レシピ」の連載を開始。
- 2006年より相方の大島智（旧名：二階堂みつき）に作画をサポートして貰い大島永遠：メイン作画、ストーリー担当。大島智：演出、構図、作画協力での活動となる。
- 2009年9月、エンターブレイン『ファミ通』で「四姉妹（しとらす）エンカウント」を隔週連載開始。
- 2009年10月、実業之日本社『comicキャンドール』で「バステティシャン」を不定期連載開始。
- 2010年6月、『漫画アクション』で自身の家族を題材にしたノンフィクション漫画「まんがかぞく 一家4人全員マンガ家!」を連載開始。
- 2010年8月、「女子高生」を双葉社『COMICすもも』で、「女子高生 Girls-Live」に改題して連載再開。
- 2011年12月、スクウェア･エニックス『月刊ビッグガンガン』で「ふたごザウルス」を連載開始。

## 作品リスト

### 連載
- 女子高生 Girls-High[4]（『weekly漫画アクション』 → 『コミックハイ！』2002年 - 2007年）
  - 女子高生 Girls-Live（『COMICすもも』 → 『コミックハイ!』2010年 - 2015年）
  - 女子高生 Girls-High 2nd season[4]（『コミックハイ！』2014年 - 2016年）
- メルカノ。（『月刊サンデージェネックス』2006年 - 2009年1月）
- 同棲レシピ（『ヤングガンガン』2006年8月 - 2010年7月）
- 四姉妹エンカウント（『ファミ通』2009年9月 - 2014年）
- バステティシャン（『comicキャンドール』2009年10月 - ）
- まんがかぞく 一家4人全員マンガ家!（『漫画アクション』2010年7月6日号 - 2011年12月20日号）
- ふたごザウルス（『月刊ビッグガンガン』2012年Vol.1 - 2013年Vol.7）
- 下町銭湯家族（『ヤングキング』2017年10号 - 2018年20号）
- 大親友（『ヤングキングBULL』2019年6月号 - ）
- きみがローファーをはいたら（『月刊プリンセス』2023年1月号[5] - ）

### 書籍
詳細は各リンク先を参照。
- 『Present』シュベール出版〈零式コミックス〉、2001年2月発売 ISBN 978-4-88332-216-9、短編集
  - 大都社〈ダイトコミックス〉、2003年12月19日発売 ISBN 978-4-88653-803-1
- 『Love Game』シュベール出版〈零式コミックス〉、2001年6月発売、ISBN 978-4-88332-226-8、短編集
  - 実業之日本社〈マンサンコミックス〉、2003年12月20日発売、ISBN 978-4-408-16790-9
- 『女子高生 Girls-High』、双葉社〈アクションコミックス〉2002年 - 2004年、全6巻、未完
  - （新装版）2006年 - 2016年、全13巻
- 『Berryエクスタシー』シュベール出版〈シュベールコミックス〉、2002年3月28日発売、ISBN 978-4-88332-242-8、短編集
- 『とわ缶』実業之日本社、2004年9月発行（2004年8月28日発売）、ISBN 978-4-408-16851-7、短編集
- 『メルカノ。』、小学館〈サンデーGXコミックス〉2006年 - 2010年、全5巻
- 『同棲レシピ』、スクウェア・エニックス〈ヤングガンガンコミックス〉2006年 - 2010年、全8巻
- 『とわRemix』一迅社、2009年7月25日発売、ISBN 978-4-7580-0507-4、短編集
- 『四姉妹エンカウント』、エンターブレイン〈ファミ通クリアコミックス〉2010年 - 2014年、全7巻
- 『バステティシャン』、実業之日本社〈マンサンコミックス〉2010年、全1巻
- 『まんがかぞく 一家4人全員マンガ家!』、双葉社〈アクションコミックス〉2011年 - 2012年、全2巻
- 『女子高生 Girls-Live』、双葉社〈アクションコミックス〉2011年 - 2015年、全6巻
- 『ふたごザウルス』、スクウェア・エニックス〈ビッグガンガンコミックス〉2012年 - 2013年、全2巻
- 『下町銭湯家族』、少年画報社〈ヤングキングコミックス〉2017年 - 2018年、全4巻
  1. 2017年9月25日発売[6][7]、ISBN 978-4-7859-6087-2
  2. 2018年2月26日発売[8]、ISBN 978-4-7859-6164-0
  3. 2018年6月25日発売[9]、ISBN 978-4-7859-6226-5
  4. 2018年10月22日発売[10]、ISBN 978-4-7859-6314-9
- 『大親友』、少年画報社〈ヤングキングコミックス〉2020年 - 、既刊7巻（2024年4月22日現在）
  1. 2020年4月13日発売[11][12]、ISBN 978-4-7859-6650-8
  2. 2020年9月28日発売[13]、ISBN 978-4-7859-6756-7
  3. 2021年6月28日発売[14]、ISBN 978-4-7859-6938-7
  4. 2022年3月28日発売[15]、ISBN 978-4-7859-7107-6
  5. 2022年9月12日発売[16]、ISBN 978-4-7859-7229-5
  6. 2023年6月26日発売[17]、ISBN 978-4-7859-7424-4
  7. 2024年4月22日発売[18]、ISBN 978-4-7859-7644-6
- 『きみがローファーをはいたら』、秋田書店〈プリンセスコミックス〉2023年 - 、既刊3巻（2024年10月16日現在）
  1. 2023年7月13日発売[19][20]、ISBN 978-4-253-27048-9
  2. 2024年1月16日発売[21]、ISBN 978-4-253-27049-6
  3. 2024年10月16日発売[22]、ISBN 978-4-253-27050-2